# Triprangode
Triprangode es una ciudad censal situada en el distrito de Malappuram en el estado de Kerala (India). Su población es de 41167 habitantes (2011). Se encuentra a 27 km de Malappuram y a 55 km de Kozhikode.

## Demografía
Según el censo de 2011 la población de Triprangode era de 41167 habitantes, de los cuales 19174 eran hombres y 21993 eran mujeres. Triprangode tiene una tasa media de alfabetización del 92,96%, inferior a la media estatal del 94%. la alfabetización masculina es del 95,08%, y la alfabetización femenina del 91,16%.